# Środki znieczulające miejscowo
Środki znieczulające miejscowo – substancje wywołujące znieczulenie miejscowe poprzez zablokowanie przewodzenia impulsów nerwowych w wybranym fragmencie ciała. Powodują zniesienie odczuwania bólu i często innych bodźców czuciowych oraz hamują odruchy i możliwość poruszania znieczulaną częścią ciała. W przeciwieństwie do środków znieczulających ogólnie nie wpływają na świadomość i funkcje mózgu.

## Zastosowanie
Środki znieczulające miejscowo stosuje się do przeprowadzania zabiegów chirurgicznych, stomatologicznych, okulistycznych i diagnostycznych bez narażenia pacjenta na silny ból towarzyszący tym zabiegom.
Najczęściej stosuje się je razem ze środkami obkurczającymi naczynia krwionośne, głównie sympatykomimetykami (np. epinefryną, norepinefryną). Ma to na celu zmniejszenie ich wchłaniania do krwiobiegu, a więc przedłużenie działania miejscowego i zmniejszenie działań niepożądanych ogólnoustrojowych. Dodatkowo zmniejsza się ukrwienie pola operacyjnego co ułatwia zabieg i zmniejsza ryzyko krwawienia.

## Działania niepożądane
Środki znieczulające (głównie typu estrowego) miejscowo mogą wywoływać reakcje alergiczne, od łagodnych (np. osutka w miejscu podania) do ciężkich (wstrząs anafilaktyczny).
Mogą dostać się również w dużej dawce do krążenia systemowego przez przypadkowe podanie dożylne, podanie zbyt dużej dawki lub zbyt szybkie wchłanianie z miejsca podania.
Po dostaniu się do krwi mogą wpływać hamująco na pracę serca:
- ujemny efekt chronotropowy (bradykardia),
- ujemny efekt inotropowy,
- ujemny efekt dromotropowy (działanie arytmogenne, hamowanie przewodzenia impulsów w układzie bodźco-przewodzącym, blok przedsionkowo-komorowy, zatrzymanie pracy serca, drgawki z niedotlenienia).

Działanie arytmogenne niektórych środków znieczulających, np. lidokainy wykorzystuje się leczniczo, w terapii arytmii.
W wyższych dawkach mogą porażać mięśnie szkieletowe, przez hamowanie przewodzenia w synapsach nerwowo-mięśniowych. Mogą też wpływać na ośrodkowy układ nerwowy.
Działanie toksyczne po przedawkowaniu objawia się zaburzeniami ze strony ośrodkowego układu nerwowego. W pierwszej fazie jest to pobudzenie psychoruchowe, które wynika z blokowania neuronów hamujących. Później może dochodzić do niepokoju, lęków, omamów, majaczenia, wymiotów, drętwienia języka, odczuwania metalicznego posmaku w ustach, zaburzeń widzenia, drgawek. Poważne zatrucia prowadzą do utraty świadomości, drgawek klonicznych, porażenia ośrodka oddechowego i naczynioruchowego (co prowadzi do zgonu przez uduszenie).

### Leczenie w przypadku zatrucia
W pierwszej kolejności należy podać tlen i wykonać masaż serca. Przy braku efektu po 2 min. podać dożylnie 0,5-1mg adrenaliny. Przy drgawkach podaje się chlorek suksametonium, a diazepam (10-20mg), gdy drgawki nie są spowodowane niedotlenieniem i zatrzymaniem pracy serca.

## Podział ze względu na budowę chemiczną

prokaina – środek typu estrowego

lidokaina – środek typu amidowego

### estry
- kokaina
- benzokaina
- prokaina
- tetrakaina

### amidy
- lidokaina
- artykaina
- prylokaina
- mepiwakaina
- bupiwakaina
- ropiwakaina
- lewobupiwakaina
- etydokaina

## Podział ze względu na zastosowanie
Środki znieczulające miejscowo można podzielić według zastosowania farmakologicznego, na środki znieczulenia powierzchniowego, nasiękowego, przewodowego (do znieczuleń przewodowych należą także znieczulenie rdzeniowe, nadoponowe i przykręgosłupowe).

### Środki stosowane do znieczulenia powierzchniowego
- lidokaina
- kokaina
- butakaina
- dykloina
- mepiwakaina
- piperokaina

substancje pochodzenia naturalnego, działające drażniąco:
- kapsaicyna
- mentol
- kamfora

### Środki stosowane do znieczulenia nasiękowego
- lidokaina
- mepiwakaina
- piperokaina
- artikaina
- prokaina

### Środki stosowane do znieczulenia przewodowego
- lidokaina
- mepiwakaina
- piperokaina
- artikaina
- prokaina
- bupiwakaina

#### Środki stosowane do znieczulenia rdzeniowego
- lidokaina
- mepiwokaina
- piperokaina
- bupiwakaina
- amylokaina

### Środki znieczulające stosowane w okulistyce

#### do znieczuleń nasiękowych
- bupiwakaina
- lidokaina
- tetrakaina

#### podawane do worka spojówkowego
- lidokaina
- tetrakaina
- oksybuprokaina
- proksymetakaina

### Środki znieczulające stosowane w stomatologii
- lidokaina
- mepiwakaina
- bupiwakaina
- artykaina
- tolikaina
- prilokaina